# Samoczynna blokada liniowa

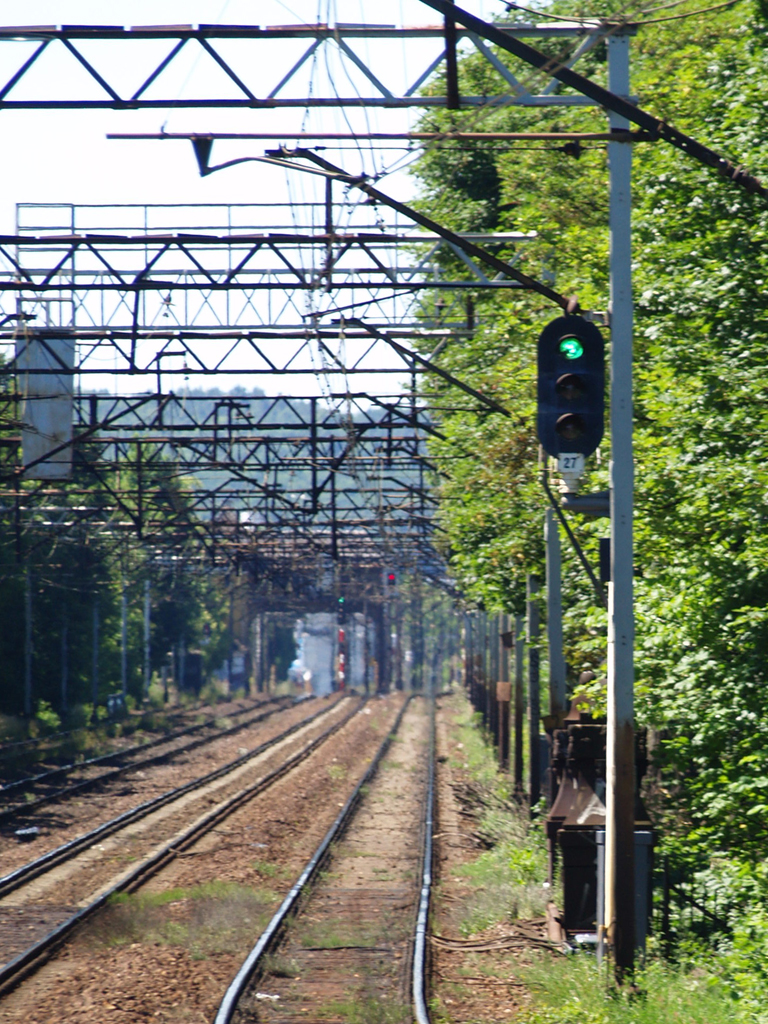
Semafor SBL przy torze linii 250

Samoczynna blokada liniowa (SBL), wieloodstępowa blokada liniowa – zespół urządzeń zabezpieczenia ruchu kolejowego, zwiększających przepustowość szlaku i zapewniających bezpieczeństwo kilku pociągom znajdującym się w tym samym czasie na szlaku.

## Zasada działania
Szlak kolejowy bez blokady liniowej może być zajęty tylko przez jeden pociąg naraz, co przy długim czasie przejazdu między stacjami wymusza czekanie przed odjazdem pociągu, aż poprzedni zdąży dojechać do następnej stacji – inaczej mogłoby dojść do zderzenia, gdyby poprzedzający pociąg niespodziewanie się zatrzymał. Szlak kolejowy pomiędzy stacjami wyposażonymi w SBL jest podzielony na odstępy (zazwyczaj długości porównywalnej z drogą hamowania na danej linii). Każdy odstęp jest wyposażony w urządzenia, stwierdzające czy porusza się po nim pociąg. Odstęp taki jest również wyposażony w samoczynny semafor, który informuje następny pociąg wjeżdżający na szlak, że na danym odstępie znajduje się jeszcze pociąg i przejazd za semafor grozi najechaniem lub zderzeniem.

## Rodzaje blokady liniowej na polskich kolejach
Blokada dwustawnainformuje jedynie, czy na następnym odstępie znajduje się pociąg – stąd dwa możliwe sygnały: „wolna droga”, bądź „stój!”. System ten jest najprostszy, ale wymaga doskonałej widoczności semafora, tak by można się było zatrzymać, gdy zostanie zauważony sygnał zabraniający jazdy. Przy takiej blokadzie, pociąg musi mieć możliwość szybkiego zahamowania – jest ona stosowana zarówno na sieci WKD, w warszawskim metrze, w tunelu krakowskiego szybkiego tramwaju oraz na wybranych szlakach na sieci kolejowej spółki PKP PLK. W celu ostrzeżenia maszynisty o zbliżaniu się do semafora możliwe jest ustawienie w odległości drogi hamowania odpowiednich wskaźników. W przypadku linii WKD jest to wskaźnik W1-WKD, natomiast w przypadku linii PKP PLK W1 i W18.
Blokada trzystawnapozwala dodatkowo poinformować maszynistę z wyprzedzeniem jednego odstępu, że przed kolejnym musi się zatrzymać. Jeśli na semaforze SBL jest sygnał „stój” (światło czerwone), to poprzedzający semafor wyświetla światło pomarańczowe. Ten typ blokady jest stosowany na dużej części linii wyposażonych w SBL w Polsce (zwykle jest wymieniana na czterostawną).
Blokada czterostawnaAby poinformować maszynistę o konieczności hamowania, oprócz poprzedzającego pomarańczowego sygnału na semaforze (jak w blokadzie trzystawnej), jeszcze wcześniejszy semafor wyświetla migające zielone światło. Odległość między semaforami odstępowymi może wynosić pół standardowej drogi hamowania. Tego rodzaju blokada liniowa jest stosowana przede wszystkim na Centralnej Magistrali Kolejowej, na linii kolejowej Kunowice – Terespol (tzw. E20) oraz na linii kolejowej Poznań Główny – Szczecin Główny (tzw. E59).

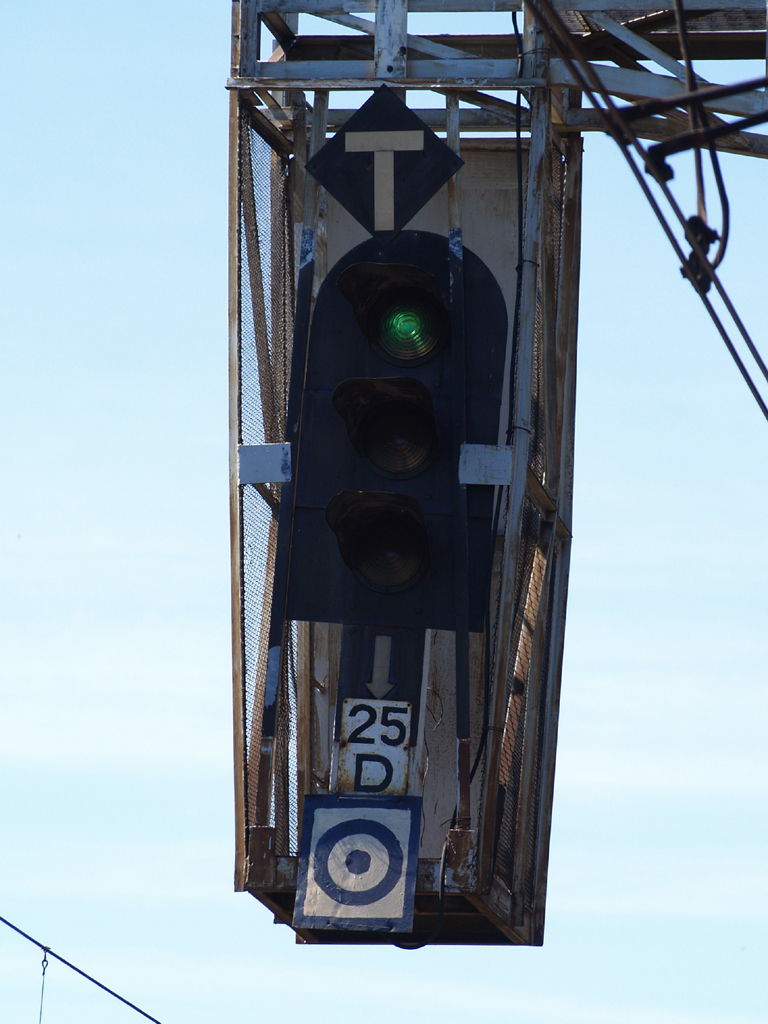
Semafor SBL ze wskaźnikami W18 i W22 oraz W19

Semafory blokady liniowej różnią się od zwyczajnych (półsamoczynnych) tym, że ich maszty są pomalowane na biało. Ostatni semafor SBL przed semaforem wjazdowym na posterunek ruchu jest wyposażony we wskaźnik W18 i pełni także funkcję tarczy ostrzegawczej.